# Simulium schevyakovi
Simulium schevyakovi es una especie de insecto del género Simulium, familia Simuliidae, orden Diptera.
Fue descrita científicamente por Dorogostaisky & Rubtsov, 1935.